# Марк Кокцей Нерва (правник)
Марк Кокцей Нерва (лат. Marcus Cocceius Nerva; ? — 33) — політичний діяч і відомий правник часів правління імператора Тиберія, консул-суфект 22 року.

## Життєпис
Походив з патриціанського роду Кокцеїв. Син Марка Кокцея Нерви, консула 36 року до н. е. Був прихильником імператорської влади. 
У 22 році став консулом-суфектом разом з Гаєм Вібієм Руфіном. У 24 році призначений на чолі служби, відповідальної за водопостачання Риму. У 26 році Кокцей став єдиним з сенаторів, хто супроводжував імператора Тиберія у поїздці Кампанією. Став близьким другом імператора.
У 33 році на о.Капрі наклав на себе руки.

## Правництво
Очолював Прокуліанську школу з права. На цій посаді розвивав принципи, що закладені її фундатором — Анистієм Лабеоном. Свого часу розробки та коментарі Кокцея Нерви щодо цивільного та преторського права були досить авторитетними та популярними. Втім дотепер не збереглося жодного твору або згадки про нього.